# María Isabel Lloret Ivorra
María Isabel Lloret Ivorra, també coneguda com a Maisa Lloret, (La Vila Joiosa, 4 de juny de 1971) és una antiga esportista i actualment política valenciana.
En 1986, Emilia Boneva la va escollir per entrar en la selecció nacional de gimnàstica rítmica d'Espanya en modalitat individual. Pel que fa a les seves característiques com gimnasta, Boneva es va referir a ella com «la gimnasta més expressiva» de l'equip. Va participar en els Jocs Olímpics de Seül en 1988 finalitzant en 5a posició i aconseguint el diploma olímpic que, en aquell moment, va ser la millor classificació de la història d'una gimnasta espanyola en els Jocs Olímpics. Va ser la primera gimnasta espanyola a aconseguir un 10, aconseguint-lo en l'exercici de maces del Campionat d'Espanya de 1988 i per això està inscrita en el Rècord Guiness. Intentà preparar-se per als Jocs Olímpics d'Estiu de 1992, però hagué de renunciar a participar-hi a causa d'una lesió de menisc i poc després es retirà de la competició.
Va ser nomenada Filla Predilecta de la Vila Joiosa, va rebre la Medalla d'Or de la ciutat i el Poliesportiu Municipal porta el seu nom.
És Tècnic Superior i Jutge Nacional de Gimnàstica Rítmica per la Reial Federació Espanyola de Gimnàstica. Després es llicencià en màrqueting i obtingué un màster en direcció d'instal·lacions esportives a l'Escola Superior de Màrqueting i Negocis de Madrid (ESEM). És Màster en Direcció d'Instal·lacions Esportives per la Universitat Complutense de Madrid i el Comitè Olímpic Espanyol. Va ser responsable del Departament de màrqueting de la Fundació de l'Esport presidida per S.A.R. el Príncep d'Astúries, Màrqueting Assistant de Deportpublic-Grup Unipublic, directora de màrqueting de la Reial Federació Espanyola de Gimnàstica i directora Comercial i de màrqueting de Parcs Reunits. El 2004 va crear la seva pròpia Agència de Màrqueting.
En les eleccions a les Corts Valencianes de 2007 va ser escollida diputada independent del PSPV-PSOE. Durant la legislatura com a Diputada va ser Portaveu de Turisme i Secretària de la Comissió d'Indústria, Turisme i Comerç.

## Premis, reconeixements i distincions
- Premio del Comitè Olímpic Espanyol (1988)
- Millor Esportista Femenina de 1987 en els Premis Esportius Provincials de la Diputació d'Alacant (1988)[cal citació]
- Premi Importants d'Informació 1988 del mes de setembre, atorgat pel Diario Información (1989)[7]
- Millor Esportista Femenina de 1988 en els Premis Esportius Provincials de la Diputació d'Alacant (1989)[8]
- Medalla d'Or de la Generalitat Valenciana al Mèrit Esportiu (1989)[9]